# Imaginación (álbum de Niche)
Imaginación es un álbum de estudio de la orquesta de salsa colombiana Niche, publicado el 22 de noviembre de 2004 por Sony Music. El álbum contiene 7 canciones inéditas y una nueva versión de «California».

## Antecedentes
En diciembre de 2002, después de 20 años en la agrupación, se retira Oswaldo Ospino, primera trompeta del Grupo Niche.
En febrero de 2003, el vocalista César Schiavone, se retira del grupo; por lo que en su reemplazo, después de muchas llamadas de parte de Jairo Varela, retorna a la orquesta como invitado el vocalista Charlie Cardona, estado que le permite alternar con su carrera de solista. En junio,  ingresa a la agrupación Mauricio Cachana ex cantante de Guayacán Orquesta, quien recibe la propuesta del mismo Jairo Varela. El 17 de julio, se produce un junto histórico, en un concierto mano a mano con Guayacán Orquesta en el Jardín de la Salsa, Guayaquil.
En agosto de 2004, Charlie Cardona deja la agrupación debido al nacimiento de su segundo hijo, e ingresa Osvaldo Román, ex cantante de Puerto Rican Power, para pasar a ser la voz líder del grupo. El 15 de noviembre se presentan en el Concurso Nacional de Belleza de Colombia.

## Grabación y composición
Por temas referentes a contratos con la disquera, todos los temas son interpretados por Osvaldo Román, con la participación de los vocalistas Mauro Castillo, Mauricio Cachana y Mauricio Mosquera en los coros. A continuación, la historia de algunos temas:

### La Biselada
La biselada es una canción crítica a las cirugías plásticas. Según las palabras de Osvaldo Román: "Esta es una producción muy variada. La biselada sí es una crítica pero jocosa. En el tiempo en el que vivimos la mayoría de las mujeres por su vanidad natural siempre quieren verse bien. Por mejor que uno las vea siempre dicen que no están satisfechas con alguna parte de su cuerpo y recurren a las cirugías. Lo hicimos con la intención de divertirnos, no de hacer sentir mal a nadie".

### Mi Machete
Una cumbia que habla del problema de los desplazados y quiere llamar la atención de la comunidad internacional para que trabaje en conjunto con el gobierno de Colombia. En esta cumbia hay una posición política abierta de Varela en favor de la reelección de Álvaro Uribe, donde Varela aclara que: "No diría que soy uribista, más bien soy amigo de lo que él hace y que no había hecho nadie antes. Es un hombre recto que quiere a su país. Es una persona que, por ejemplo, en mi departamento ha puesto a funcionar la arteria fluvial más importante: el río Atrato, y que estaba cerrada hacía 9 años".

### Vamos a Ver
Un tema romántico. Jairo Varela señala que: "Es algo bien particular. Es mostrarle a la generación actual cómo nosotros en los pueblos manejábamos estas cosas del amor más inocentemente. Sin embargo, creo que aún en los campos se maneja esta manera de hablar. Fue difícil tratar de hacerlo, fue como un desafío. Ahí está mi niñez. Es decirle a la generación de ahora que nosotros también amamos a nuestra manera". Osvaldo Román añade: "Esa jerigonza es un tema que cuenta la historia de un muchacho que se enamora de una chica y como los padres se oponen a que ellos se vean, entonces buscan la manera de comunicarse en un lenguaje creado por ellos. Es muy ingeniosa y proyecta todas las cosas que cuando uno es joven hace para tratar de ver a su enamorada".

## Lista de canciones
Todas las canciones fueron escritas por Jairo Varela e interpretadas por Osvaldo Román.

| N.º | Título                             | Género       | Duración |  |
| 1.  | «Poquita Cosa»                     | Balada Salsa | 4:16     |  |
| 2.  | «La Biselada»                      | Salsarengue  | 4:26     |  |
| 3.  | «Culebra»                          | Chirisalsa   | 5:00     |  |
| 4.  | «Mi Machete»                       | Cumbia       | 5:26     |  |
| 5.  | «Amor Bandido»                     | Balada Salsa | 5:02     |  |
| 6.  | «Ni Como Amiga...»                 | Balada Salsa | 4:50     |  |
| 7.  | «Vamos A Ver» (a.k.a. «Jerigonza») | Son montuno  | 4:13     |  |
| 8.  | «California» (segunda versión)     | Guajira      | 4:33     |  |

## Créditos

### Músicos
- Bajo: Eddie "Gua Gua" Rivera, Pedro Pérez
- Cantante: Osvaldo Román
- Congas, bongó y timbales: Luisito Quintero
- Coros: Jairo Varela, Cali Alemán, Yanko, Osvaldo Román, Mauro Castillo, Mauricio Cachana, Mauricio Mosquera
- Piano: Milton Salcedo
- Requinto: Jairo Varela
- Trombón: Alberto Barros
- Trompeta: José Sibaja
- Violín: Alfredo De La Fe

### Producción
- Arreglos: Alberto Barros, Jairo Varela
- Dirección musical: Jairo Varela
- Masterización: José Blanco
- Mezcla: Juan Esteban Aristizábal "Juanes", Jairo Varela